# Dactylorhiza guillaumeae
Dactylorhiza guillaumeae là một loài thực vật có hoa trong họ Lan. Loài này được C.Bernard mô tả khoa học đầu tiên năm 1983.